# جسرا يونهواغيو وتشلبوغيو
جسرا يونهواغيو وتشلبوغيو (بالكورية: 경주 불국사 연화교 및 칠보교 / أو جسر زهرة اللوتس وجسر الكنوز السبعة) هما الكنز الوطني لكوريا الجنوبية رقم 22.

## معرض الصور

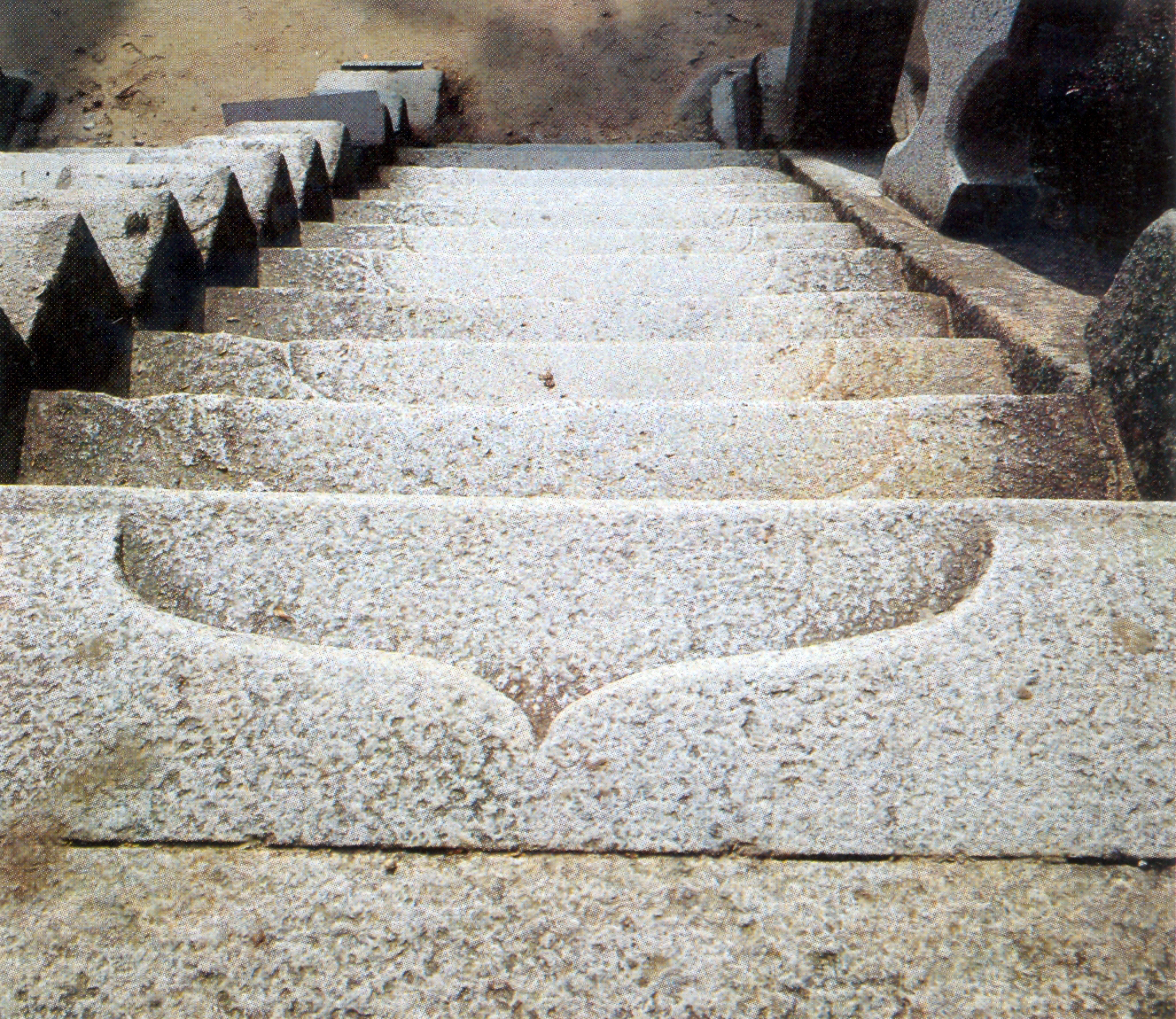
نقش لزهرة اللوتس على جسر يونهواغيو